# Улица Виктора Бубња (Врање)
| Улица Виктора Бубња           | Улица Виктора Бубња     |
| ----------------------------- | ----------------------- |
|                               |                         |
| Почетак                       | Улица Симе Погачаревића |
| Крај                          | Улица Будислава Шошкића |
| Дужина                        | 585 m                   |
| Ширина                        | 10 m                    |
| Створена                      |                         |
| Названа                       |                         |
|                               |                         |
|                               |                         |
| Поглед на улицу Виктора Бубња |                         |

Улица Виктора Бубња у Врању  је смештена у насељу Горњи Асамбаир. Простире се од улице Симе Погачаревића до улице Будислава Шошкића.

## Име улице
Носи име народног хероја Југославије из Другог светског рата Виктора Бубња. Рођен је 3. децембра 1918. године у селу Фужине, 
код Делница. Основну школу завршио је у Делницама, а грађевински одсек Средње техничке школе у Загребу 1937. године. Као грађевински техничар 
радио је на изградњи путева и хидроелектране „Винодол“. Члан Савеза комунистичке омладине Југославије (СКОЈ) је од 1936, а Комунистичке партије 
Југославије (КПЈ) од 1939. године. Крајем 1940. године завршио је Школу резервних официра (пилота) у Панчеву, и у саставу извиђачке ескадриле 
учествовао је у Априлском рату 1941. године. Проглашен је за народног хероја 27. новембра 1953. године.

## Историјат
Некада је ова улица била пут до винограда који су се налазили на Сунчаном брегу, како су у давна времена Врањанци звали овај део града. Од 
некадашњих винограда остао је само један који се налази на северној страни улице.

## Данас
Дужина улице износи 585 метара. На крају улице се налази новоформирано насеље Виктор Бубањ које се састоји од 4 зграде које су усељене 2009. 
године.